# Фельтстрём, Эдвин
Карл Эдвин Даниэль Фельтстрём (швед. Carl Edvin Daniel Fältström, 30 декабря 1890 — 26 июля 1965) — шведский борец греко-римского стиля, призёр чемпионата мира.

## Биография
Родился в 1890 году в Ландскруне. В 1912 году принял участие в Олимпийских играх в Стокгольме, но неудачно. В 1913 году завоевал серебряную медаль чемпионата мира.
В 1920 году принял участие в Олимпийских играх в Антверпене, но неудачно.